# Durynský vlaštovák
Durynský vlaštovák je plemeno holuba domácího pocházející z Německa. Je to středně velký holub tzv. polního typu, tvarem těla i velikostí se příliš neliší od holuba skalního. Jeho šlechtění je zaměřeno na dokonalou barvu a kresbu opeření. V seznamu plemen EE se řadí do plemenné skupiny barevných holubů a je zapsán pod číslem 0456.
Durynský vlaštovák je místním rázem holuba vlaštováka, který se vyznačuje bílou základní barvou těla, s barevnou čepičkou s rozhraním barevné a bílé plochy procházející od zobáku středem očí až do záhlaví, a barevnými křídly. Záda jsou bílá a vrchní část křídel jsou bílé a při pohledu seshora tvoří kresbu bílého srdce. Označení vlaštovák pochází z němčiny, z označení pro rybáka, jemuž se vlaštovák kresbou podobá, tedy "mořská vlaštovka", německy Seeschwalbe.
Durynský vlaštovák je spíše menší holub s lehce zaoblenou hlavou a tmavýma očima. Hlava je zdobená lasturovitou chocholkou. Utvářením těla je durynský vlaštovák velmi podobný čejkám, kterým se blíží též kresbou, rozdíl je pouze v tom, že čejky nemají barevnou čepičku, ale jen barevnou kapku na čele. Durynský vlaštovák je bezrousý, hodí se proto i do volného chovu či do chovu extenzivně užitkového, kdy si ptáci hledají potravu v polích, neboli polaří.
V Evropě se chová především v Německu, oblibu získal také ve Spojených státech. V Česku se nechová.